# Nikki Butterfield
Nikki Butterfield (* 19. April 1982 in Brisbane als Nikki Egyed) ist eine ehemalige Triathletin und Radrennfahrerin aus Australien.

## Werdegang
Seit 2001 startet Nikki Egyed als Profi-Triathletin und wurde im selben Jahr australische Junioren-Meisterin. Im Dezember 2003 wurde sie in Neuseeland Triathlon-U23-Weltmeisterin sowie in Tiszaújváros gemeinsam mit Mirinda Carfrae und Pip Taylor Team-Weltmeisterin. 2005 wurde sie australische Meisterin auf der Langdistanz und erreichte bei der Weltmeisterschaft auf der Langdistanz den fünften Rang.
In der Folge kehrte sie zunächst dem Triathlon den Rücken und konzentrierte sich bis 2009 für vier Jahre auf den Radsport. Bei der Tour de France der Frauen trug Nikki Butterfield 2006 das Grüne Trikot der Siegerin in der Punktewertung. Für die Teilnahme an den UCI-Straßen-Weltmeisterschaften 2006 war sie zwar nicht nominiert worden, bei den UCI-Straßen-Weltmeisterschaften 2007 in Stuttgart und 2008 in Varese war sie dann aber im australischen Team dabei. Beim Geelong World Cup 2007 belegte sie hinter Nicole Cooke und Oenone Wood den dritten Platz, bei fünf Rennen in Europa konnte sie gewinnen, bei zwei australischen Meisterschaften stand sie mit auf dem Podium.
Eine erhoffte Nominierung für die Olympischen Spiele in Peking erfolgte nicht, da der australische Verband eine vollständige Genesung von einer Operation wegen einer Endofibrosis der äußeren Beckenarterie in Frage stellte. Nachdem sie trotz Top-Platzierungen 2009 erneut nicht für die Weltmeisterschaft berücksichtigt worden war, zog sie sich wieder vom professionellen Radsport zurück. Parallel absolvierte Nikki Butterfield ein Studium der Finanzwissenschaft, das sie 2010 als MBA abschloss.
Nach der Geburt ihrer Tochter  im Dezember 2010 startete sie wieder bei Triathlon-Bewerben. Im November 2011 wurde sie Vierte bei der ITU-Weltmeisterschaft auf der Langdistanz. 2012 gewann sie auf der Langdistanz den Abu Dhabi International Triathlon.
In der Saison 2013 folgte eine zweite Wettkampfpause wegen der Geburt ihres Sohnes  im Januar 2014. Seit 2015 tritt sie nicht mehr international in Erscheinung.
Nikki Butterfield ist verheiratet mit dem Triathleten Tyler Butterfield (* 1983).

## Sportliche Erfolge
| Datum/Jahr    | Rang | Wettbewerb                              | Austragungsort | Zeit     | Bemerkung |
| ------------- | ---- | --------------------------------------- | -------------- | -------- | --- |
| 4. Okt. 2015  | 3    | Ironman 70.3 Silverman                  | Henderson      | 04:37:14 | |
| 30. Aug. 2015 | 17   | Ironman 70.3 World Championship         | Zell am See    | 04:42:07 | |
| 6. Dez. 2014  | DNF  | Challenge Bahrain                       | Bahrain        | –        | nach 27:15 min Schwimmen und 2:31:52 Radfahren auf der Laufstrecke ausgestiegen |
| 9. Nov. 2014  | 3    | Ironman 70.3 Mandurah                   | Mandurah       | 04:03:38 | |
| 24. Juni 2012 | 3    | Ironman 70.3 Syracuse                   | Syracuse       | 04:24:52 | hinter Angela Naeth und Jodie Swallow |
| 9. Juni 2012  | 3    | Ironman 70.3 Boise                      | Boise          | 02:33:33 | hinter Jodie Swallow und Malaika Homo |
| 18. Sep. 2011 | 1    | Ironman 70.3 Syracuse                   | Syracuse       |          | |
| 4. Sep. 2011  | 4    | Hy-Vee Triathlon                        | Des Moines     | 01:59:38 | Butterfield ging bei dem mit 1 Million US$ Preisgeld dotierten Wettkampf in Führung liegend auf die Laufstrecke und kam hinter Lisa Nordén, Mirinda Carfrae und Sarah Haskins als Dritte mit 26 Sekunden Rückstand auf die Siegerin ins Ziel. |
| 10. Juli 2011 | 2    | 5150 Boulder                            | Boulder        |          | |
| 12. Juni 2011 | 2    | 5150 Klagenfurt                         | Klagenfurt     | 02:14:25 | [ 4 ] |
| 5. Juni 2011  | 2    | 5150 Darmstadt                          | Darmstadt      |          | [ 5 ] |
| 29. Jan. 2005 | 2    | OTU Triathlon U23 Oceania Championships | Sydney         | 01:58:07 | Zweite hinter Felicity Abram |
| 6. Dez. 2003  | 1    | ITU Triathlon World Championship U23    | Queenstown     | 02:11:06 | Triathlon-Weltmeisterin der Altersklasse U23 |
| 31. Juli 2003 | 1    | ITU Triathlon Team World Championship   | Tiszaujvaros   | 01:11:11 | Weltmeisterin Staffel, mit Mirinda Carfrae und Pip Taylor (3 × 250 m Schwimmen, 6,67 km Radfahren und 1,67 km Laufen) |
| 9. Nov. 2002  | 4    | ITU Triathlon World Championship U23    | Cancún         | 02:03:29 | in der Klasse U23 |

| Datum/Jahr    | Rang | Wettbewerb                                      | Austragungsort | Zeit     | Bemerkung                                             |
| ------------- | ---- | ----------------------------------------------- | -------------- | -------- | ----------------------------------------------------- |
| 15. Juli 2012 | 14   | Ironman Switzerland                             | Zürich         | 10:22:29 |                                                       |
| 8. Juli 2012  | DNF  | Ironman Germany                                 | Frankfurt      | –        | nach 52:35 Minuten Schwimmen auf dem Rad ausgestiegen |
| 3. März 2012  | 1    | Abu Dhabi International Triathlon               | Abu Dhabi      |          | Siegerin auf der Langdistanz                          |
| 5. Nov. 2011  | 4    | ITU Long Distance Triathlon World Championships | Henderson      | 05:44:34 | Weltmeisterschaft auf der Langdistanz                 |
| 6. Aug. 2005  | 5    | ITU Long Distance Triathlon World Championships | Fredericia     | 06:34:01 | Triathlon-Weltmeisterschaft auf der Langdistanz       |
| 3. Apr. 2005  | 5    | Ironman Australia                               | Forster        | 09:42:46 |                                                       |
| 22. Mai 2005  | 10   | Ironman Japan                                   | Gotō-Inseln    |          |                                                       |

(DNF – Did Not Finish)